# Bānyārān-e Seyyed Ḩasan
Bānyārān-e Seyyed Ḩasan (persiska: بانیاران سّید حسن, Bānyārān-e Amīr Ḩaqmorād) är en ort i Iran.   Den ligger i provinsen Kermanshah, i den västra delen av landet, 500 km väster om huvudstaden Teheran. Bānyārān-e Seyyed Ḩasan ligger 1 397 meter över havet och antalet invånare är 111.
Terrängen runt Bānyārān-e Seyyed Ḩasan är huvudsakligen kuperad, men åt nordväst är den platt. Runt Bānyārān-e Seyyed Ḩasan är det ganska tätbefolkat, med 60 invånare per kvadratkilometer. Närmaste större samhälle är Gahvāreh, 16,7 km söder om Bānyārān-e Seyyed Ḩasan. Omgivningarna runt Bānyārān-e Seyyed Ḩasan är i huvudsak ett öppet busklandskap.